# Элегантность
Элегантность (от фр. élégant, «изысканный, грациозный, утончённый, изящный») — этико-эстетическая категория, выражающая цивилизованную красоту с консервативным отсылом к классике XVIII—XIX века. Характеризуется благородной простотой, спокойствием, расслабленностью, строгостью и плавностью. Ассоциируется с роялем, костюмом, вечерним платьем, женскими шляпками. Антитеза экстравагантности.
Вольтер видел в элегантности (изяществе) сочетание точности и приятности и противопоставлял это понятие грации, которую приписывал исключительно одушевлённым предметам. Элегантность является воплощением красоты, однако она не противопоставляется возвышенному и комическому, но содержит в себе элемент легкости и непосредственности.